# Деренк
Деренк (венг. Derenk) — бывший поселок в комитате Абауй-Торна. Он являлся частью близлежащего имения Садвар. До выселения в 1943 г. в деревне жили польскоязычные обитатели. После того незаселенная окраина Сеглигета. Место находится в 1 километре от словацкой границы, через него проходит дорога в Кертвееш. Название места происходит от славянского слова дерень (кизил). До 1943 г. в течение 300 лет там жило польскоязычное население.

## История[1]
Поселок происходит из средневековья. Его население уменьшилось во время турецкого ига и освободительной борьбы Ракоци, а потом в результате эпидемии чумы в 1711 г. он полностью опустел. По переписи от 1715 г. он был опустевшим. Помещик граф Эстерхази в 1717 г. заселил его польскими крепостными крестьянами гуралами из комитата Спиш.
В XIX и XX веках деревня имела около 500 жителей. По переписям в 1833 г. их было 507, в 1900 г. 373, а в 1941 г. 443 человека. Они сохранили свою этническое самосознание, и не ассимилировались до самого 1943 г.
С 1938 г. Миклош Хорти, который хотел расширить свою территорию для охоты, начал выселение жителей деревни, заплатив им полную компенсацию. Большинство населения переселилось в разные деревни, находящиеся в области Боршод-Абауй-Земплен. Прежде всего они поселились в Иштванмайоре, который является частью Эмеда, в Андраштане, принадлежащем к Ладбешене и в Шайопетере. К 1943 г. деревня полностью прекратила своё существование, церковь и здания были снесены.
Сегодня только здание школы, капелла, построенная на месте церкви, и близлежащее кладбище показывают, что на этом месте когда-то был поселок.

## Достопримечательности
С 1990 г., в третье воскресенье июля, в день бывшего храмового праздника, раз в год, выходцы из деревни и венгреские поляки собираются на празднование. Будучи венгерскими поляками, многие из них ещё говорят на местном польском диалекте. Эти события устроены организациями польского меньшинства в Венгрии при поддержке польского посольства.
В 2003 г. Всестранное самоуправление польского меньшинства объявило руинную деревню Деренк историческим памятным местом поляков в Венгрии. С тех пор проводятся ремонтные работы в деревне.

## Галерея

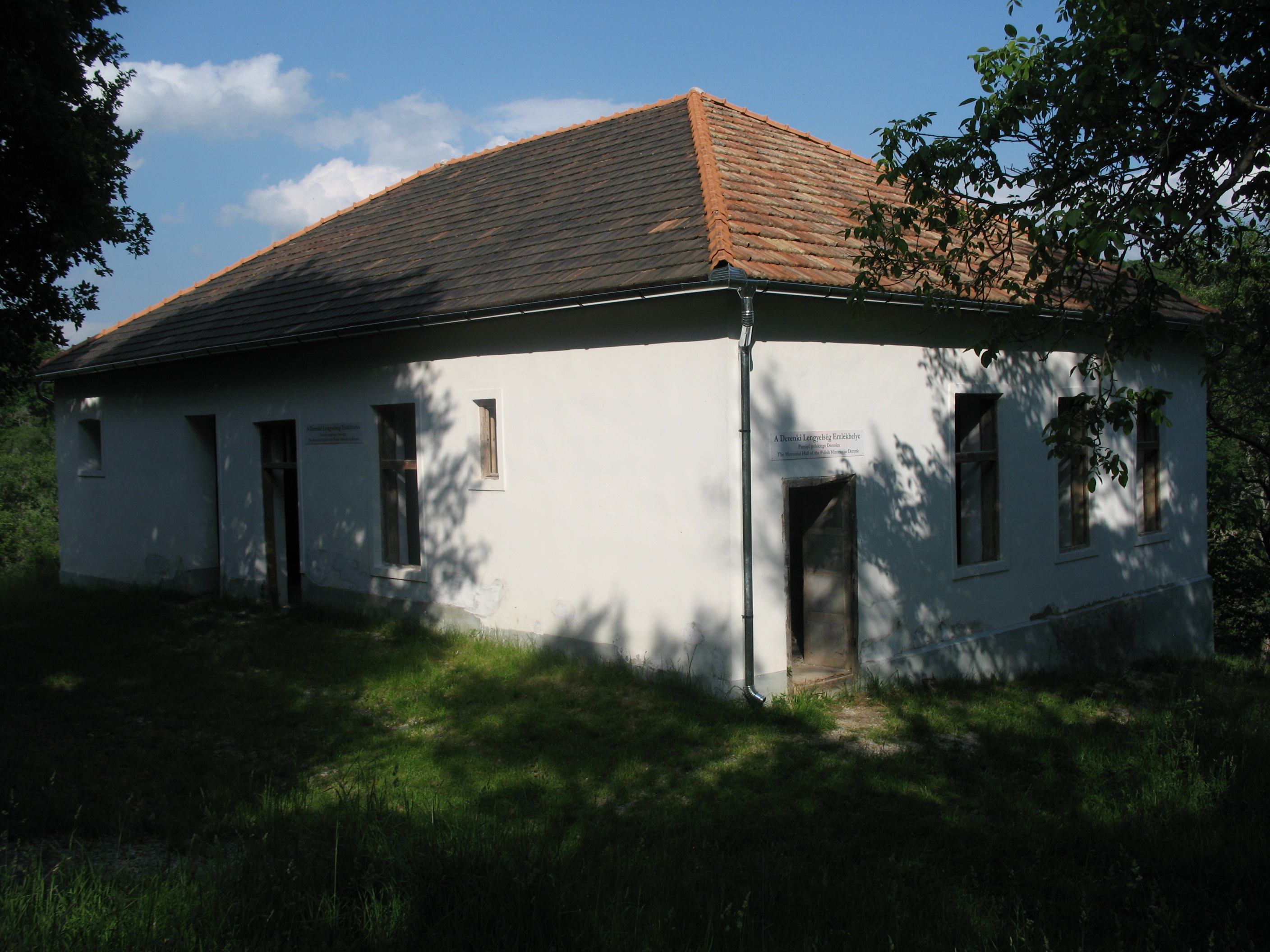
Бывшая школа, теперь музей
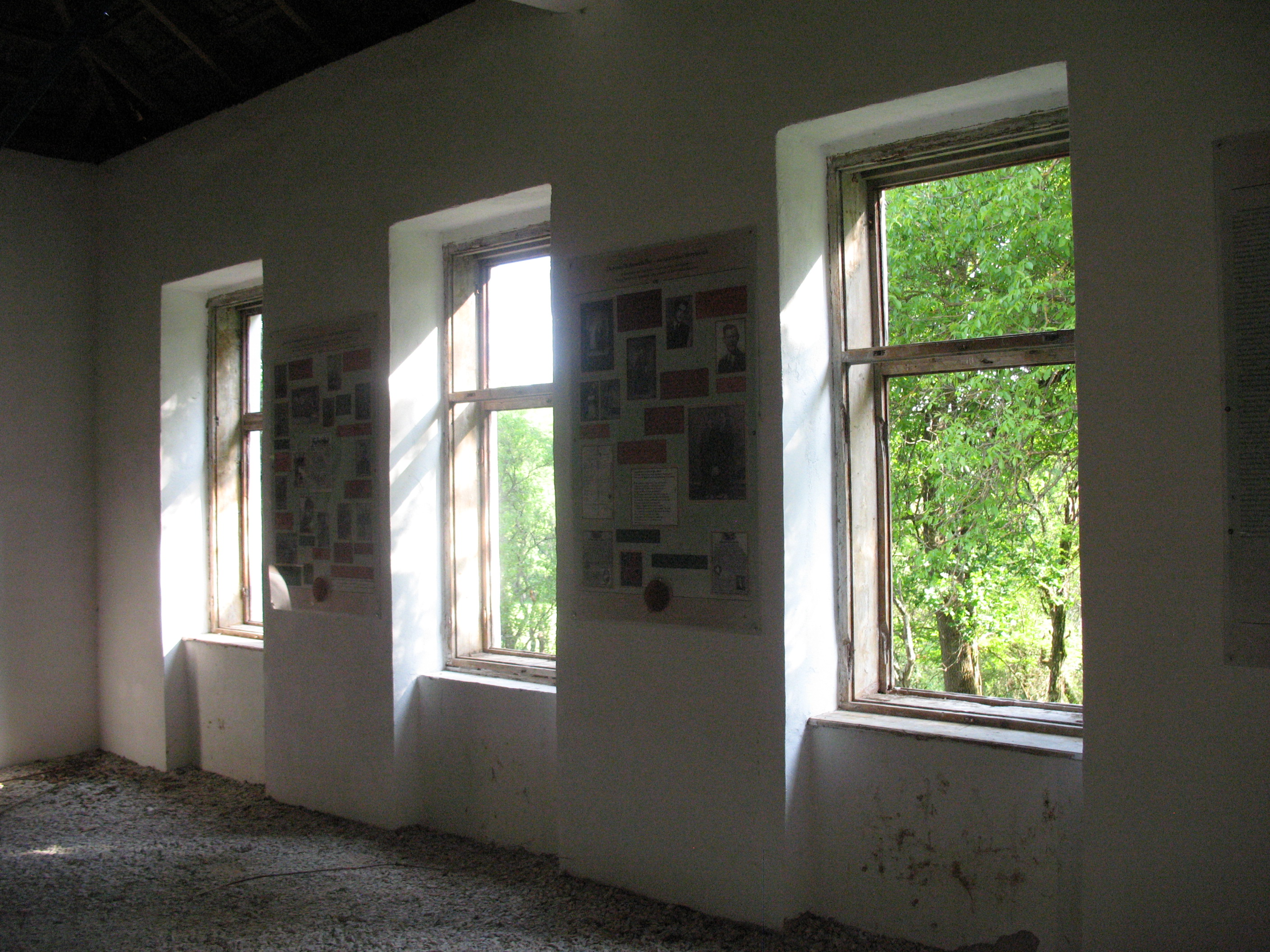
Интерьер музея
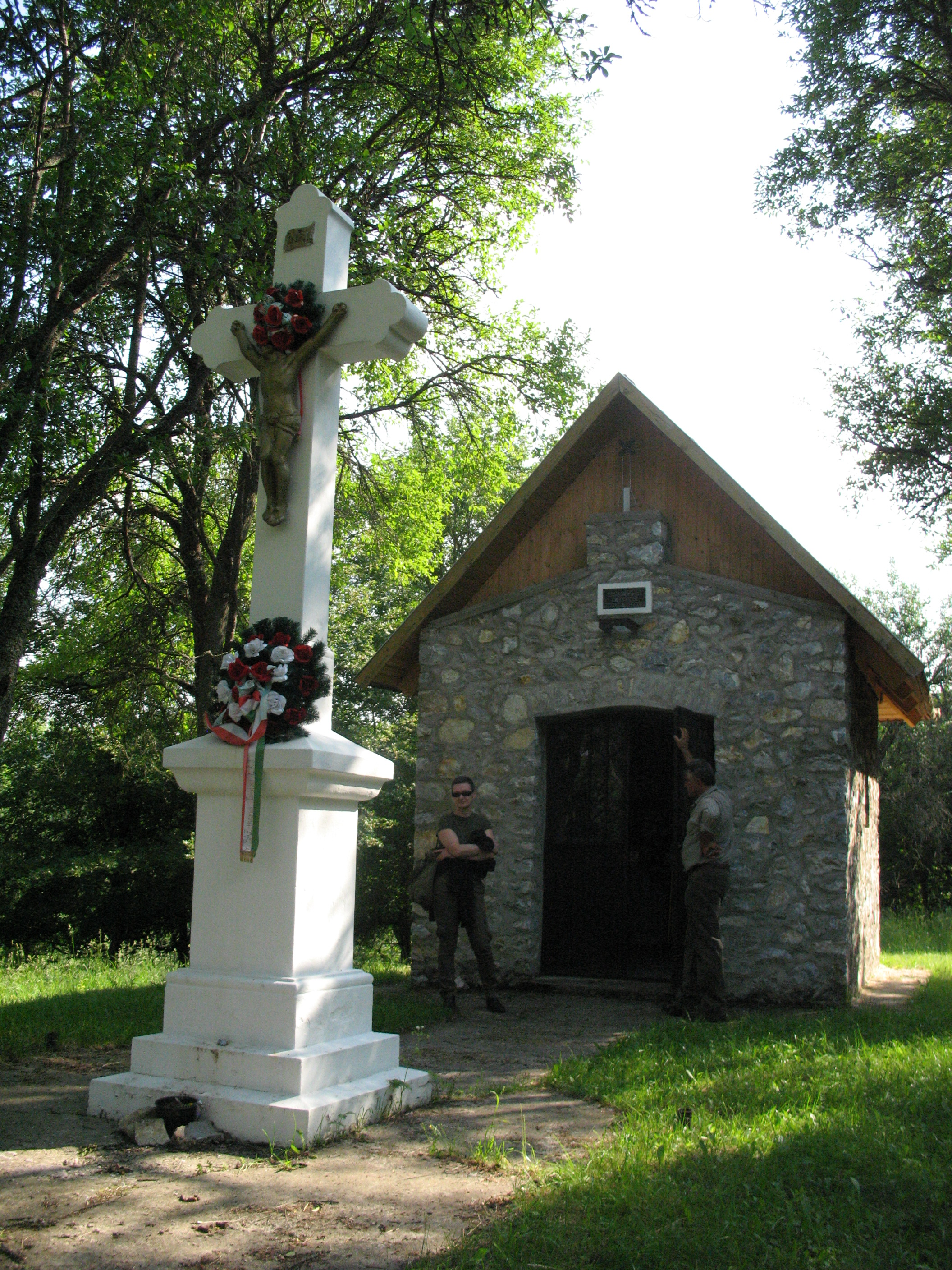
Капелла
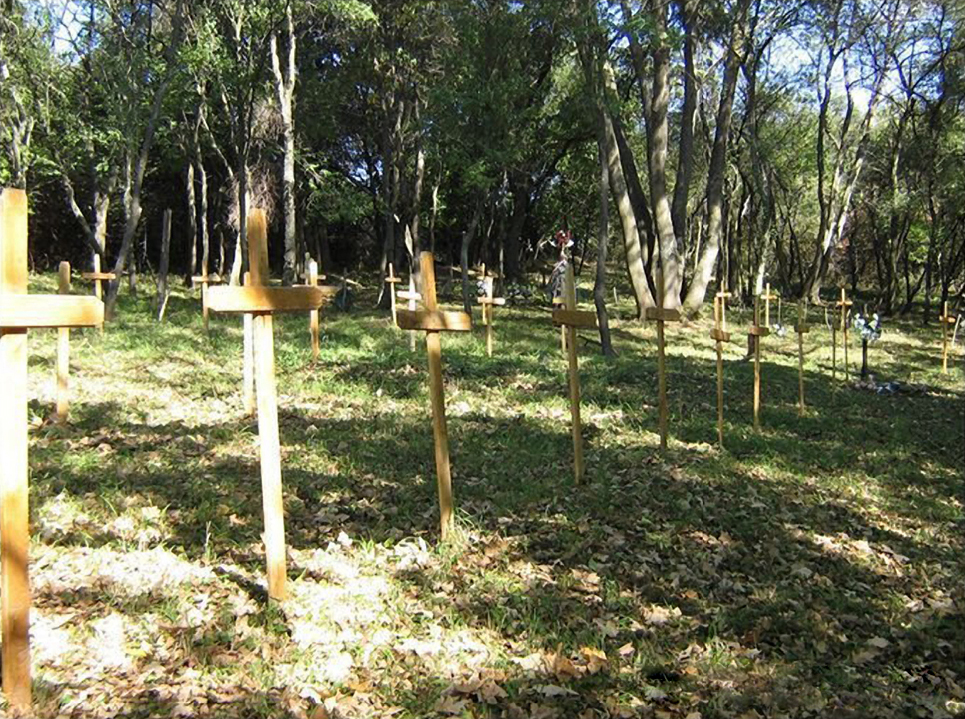
Кладбище в Деренке
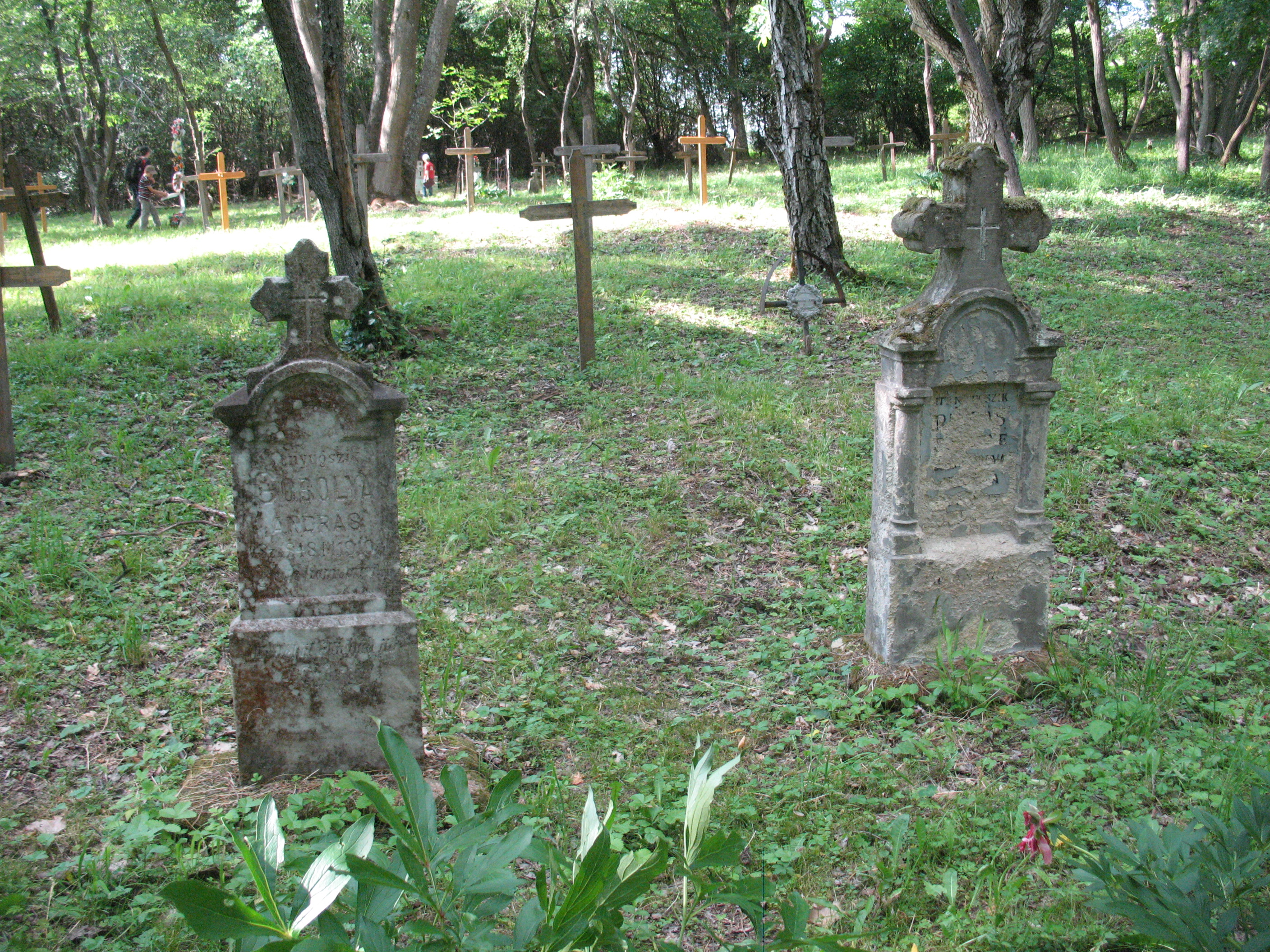
Старые могилы на кладбище
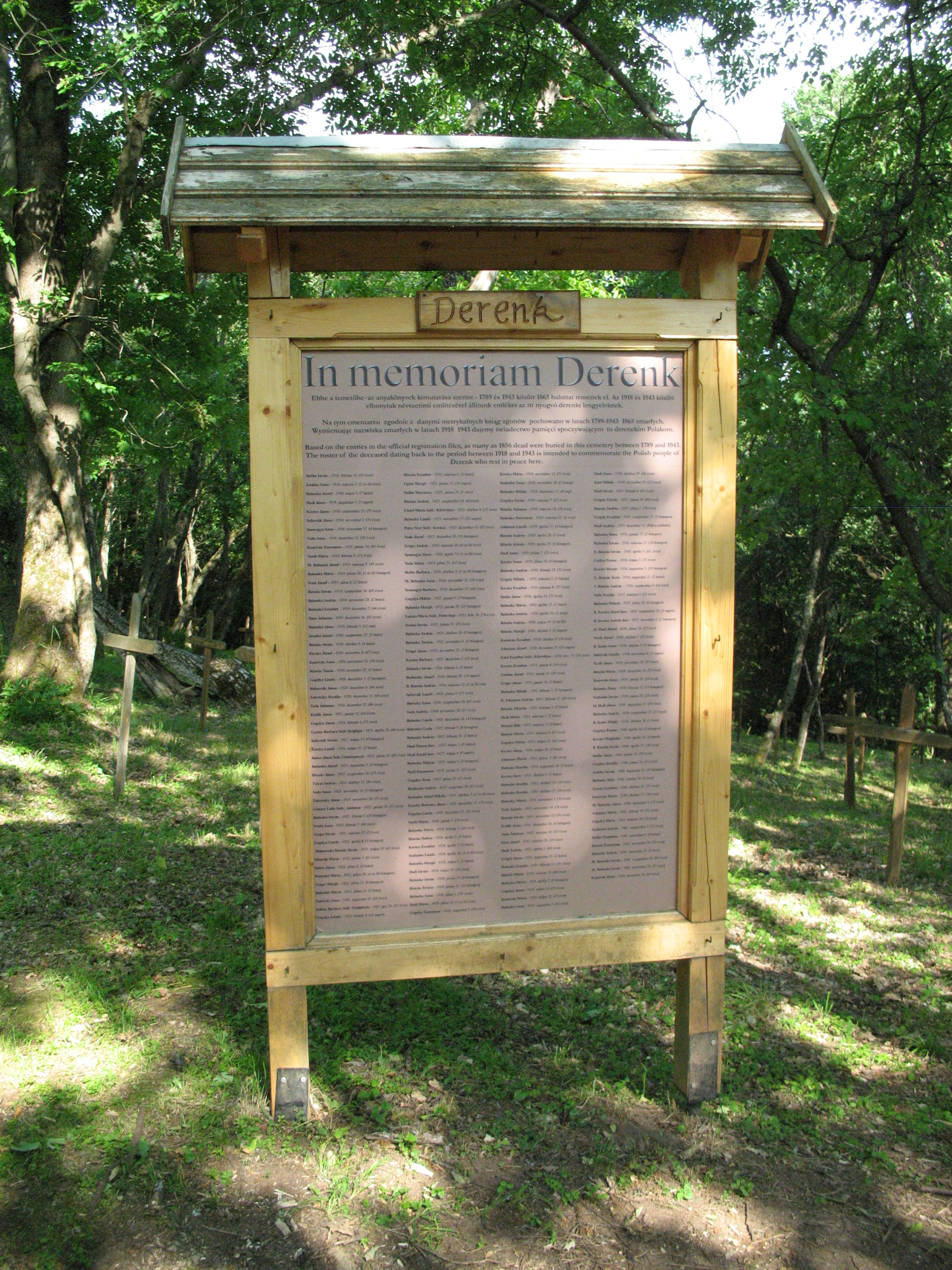
Мемориальная доска со списком похороненных на кладбище
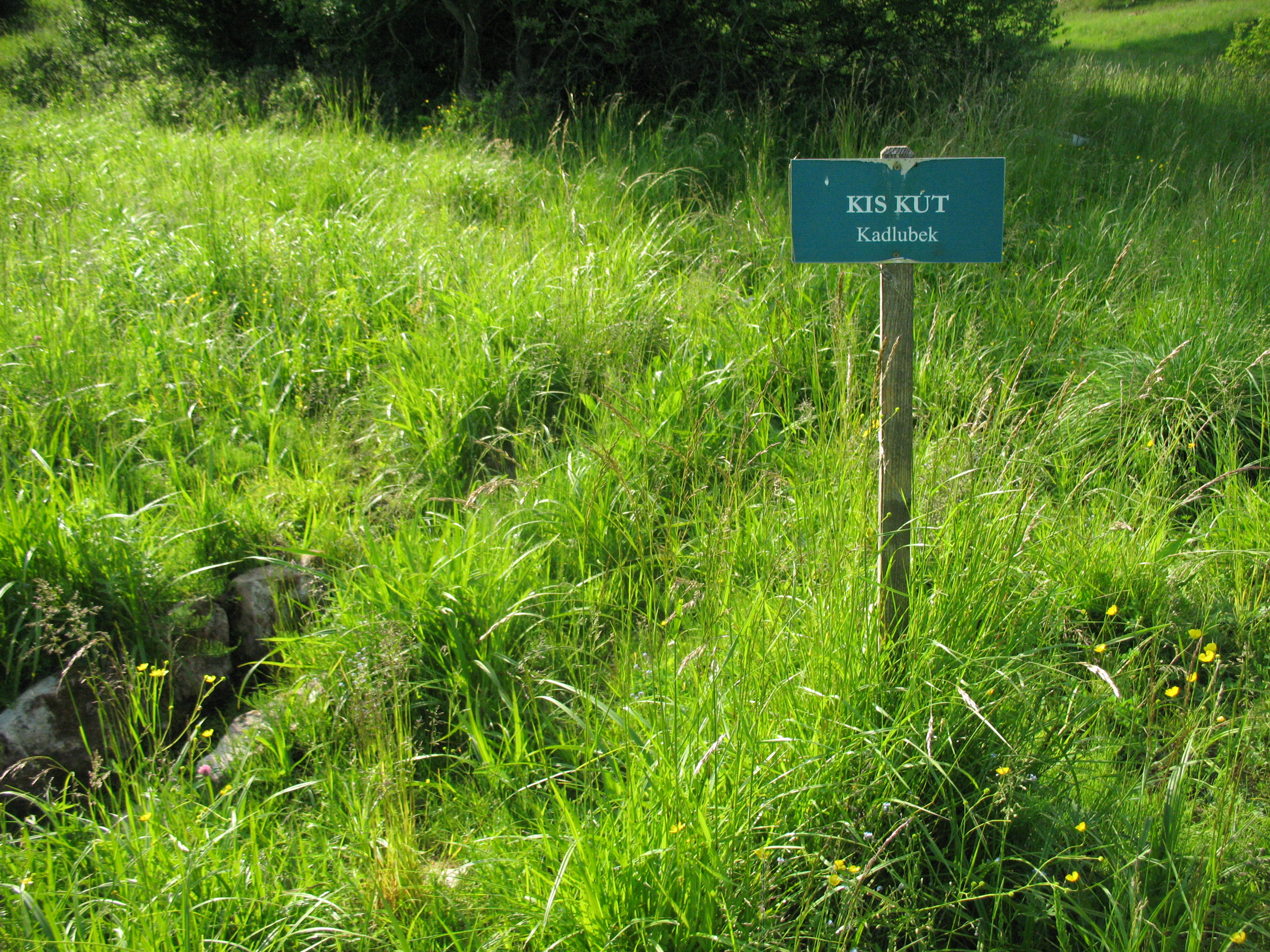
Указатель источника Кадлубек (Kadłubek)
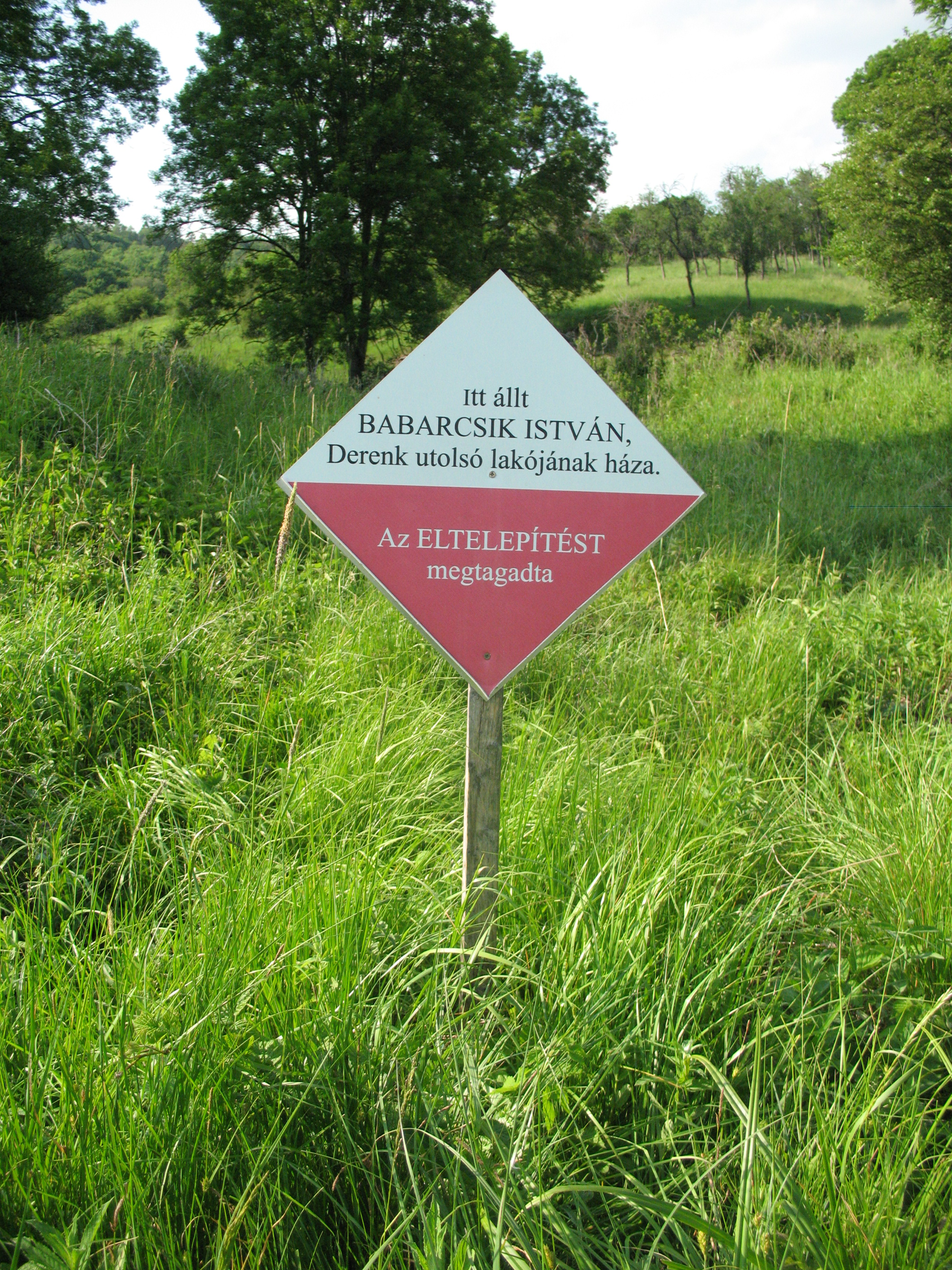
Мемориальная доска на месте дома последнего жителя деревни, Иштвана Бабарчика
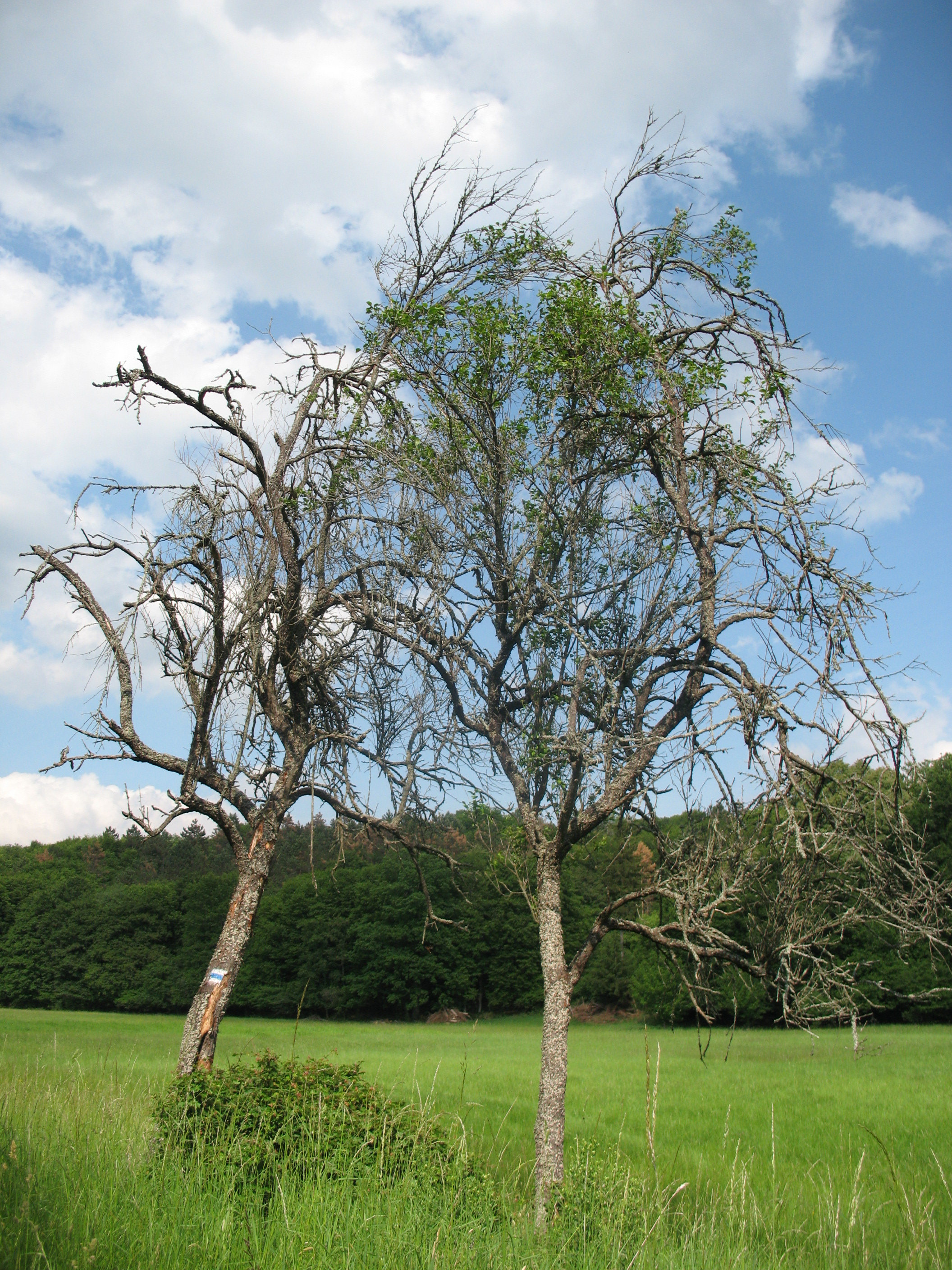
Старые фруктовые деревья в Деренке